# Generation Kill (Buch)
 Generation Kill  ist ein Bestseller des US-amerikanischen Schriftstellers und Journalisten Evan Wright (1964–2024). Die Handlung beruht auf Erfahrungen, die der Autor während der Invasion des Iraks im Zuge des dritten Golfkrieges als eingebetteter Journalist in einer Einheit amerikanischer Marines gemacht hat.

## Inhalt
Die Handlung des Buchs beginnt am 20. März 2003, als die Einheit, die Wright begleitete, die Grenze von Kuwait in den Irak überschreitet, und endet 45 Tage später am 4. Mai mit der Abreise Wrights aus Bagdad. Wrights Einheit war das 1st. Reconnaissance Battalion, eine Aufklärungseinheit der amerikanischen Marineinfanterie.
Während der Invasion des Iraks hatten sie theoretisch die Aufgabe, Stellungen der Irakischen Streitkräfte auszumachen und deren Positionen weiterzumelden. In der Praxis sah die Situation jedoch häufig anders aus: Permanent wurde die Einheit in Situationen geschickt, für die sie weder ausgebildet noch ausgerüstet war. Dies bedeutete meist Frontalangriffe auf unbekannte Siedlungen und feindliche Stellungen mit nahezu ungepanzerten Geländefahrzeugen.
Während sich der Großteil der amerikanischen und britischen Streitkräfte mehr oder weniger ungehindert über die irakischen Autobahnen gemächlich Richtung Bagdad bewegte, mussten sich die Marines fern der wichtigen Verkehrswege mit fanatisch kämpfenden Loyalisten der Baath-Partei, Republikanischen Garden und eigens aus Syrien, Libyen und anderen arabischen Ländern angereisten Dschihadisten auseinandersetzen.
Wright sitzt während der gesamten Kampagne im Führungsfahrzeug des HUMVEE-Konvois und beschreibt das Erlebte aus erster Hand. Er beschönigt dabei nichts, von einem amerikanischen Luftangriff entstellte Körper am Straßenrand werden ebenso erwähnt wie von seiner Einheit versehentlich erschossene Kinder. Er nimmt dabei zwar eine sehr soldatische Sichtweise ein, reflektiert zwischendurch aber auch das Gesehene. Auffällig sind seine immer wiederkehrenden sozialkritischen Analysen der ihn umgebenden Soldaten.

## Der Autor
Evan Wright war zu diesem Zeitpunkt Reporter für das Rolling Stone Magazine, das sich vor allem mit Musik, Politik und der modernen Popkultur befasst. Seine Berichte wurden 2003 zunächst als Dreiteiler in den Herbstausgaben der Zeitschrift unter dem Titel „The Killer Elite“ veröffentlicht. Das Buch stellt im Vergleich dazu einen wesentlich umfassenderen Bericht der Ereignisse dar. Wright, der 1987 seinen Abschluss in mittelalterlicher Geschichte am Vassar College in New York erwarb, war nach einer kürzeren Episode als Englischlehrer in Okinawa zunächst für das US-amerikanische Pornomagazin Hustler tätig, bevor er zum Rolling Stone wechselte.
Wrights zweites Buch nach Generation Kill erschien 2009 mit dem Titel „Hella Nation“ und enthält Essays, die sich mit verschiedenen amerikanischen Subkulturen beschäftigen. Unter anderem enthält das Buch ein Essay über die 101. US-Luftlandedivision, die Wright zu Beginn des Afghanistan-Kriegs begleitete.

## Auszeichnungen
- 2004 Los Angeles Times Book Prize
- 2005 J. Anthony Lukas Book Prize